# Kaldajvara
Kaldajvara (en georgiano: კალდახვარა; en abjasio: Калдахәара) es un pueblo que pertenece a la parcialmente reconocida República de Abjasia, parte del distrito de Gudauta, aunque de iure pertenece al municipio de Gudauta de la República Autónoma de Abjasia de Georgia.

## Geografía
Kaldajvara está situado a 22 km al noroeste de Gudauta. Limita con los montes de Bzipi en el norte; Bzipi en el oeste, parte del distrito de Gagra y separado por el rio Bzipi; Blaburjva por el este y hacia el sur está Agaraki.

## Historia
En el pasado, Kaldajvara cubría un área mucho más grande que en la actualidad e incluía ambos lados del río Bzipi. En la segunda mitad del siglo XIX, Kaldajvara estuvo gravemente marcada por la salida de población debido al muhayir o genocidio circasiano, es decir, la partida forzada hacia el Imperio otomano. La mayoría de las personas expulsadas del pueblo se asentaron en el noroeste de Turquía, en la provincia de Sakarya. Llamaron a su nuevo hogar Kaldajvara, pero el nombre turco oficial del pueblo es Biçkidere (325 habitantes según el censo del año 2000).
A fines del siglo XIX, incluía no solo el territorio actual de Kaldajvara, sino también todo el territorio del pueblo de Agaraki (conocido en abjasio como Amzhikujva).

## Demografía
La evolución demográfica de Kaldajvara entre 1886 y 2011 fue la siguiente:
| 1146                                                | 654 | 1217 | 1168 | 843 |
| (Fuente: Population of Abkhazia since Soviet times) |     |      |      |     |

La población ha sufrido un descenso importante de la población por la guerra. Actualmente, y también en el pasado, la inmensa mayoría de la población en el pueblo son abjasios.
|              | 2011      | 2011       |
| Grupo étnico | Población | Porcentaje |
| ------------ | --------- | ---------- |
| Georgianos   | 13        | 1,5%       |
| Abjasios     | 792       | 94%        |
| Rusos        | 14        | 1,7%       |
| Ucranianos   | 1         | 0,1%       |
| Armenios     | 2         | 0,2%       |
| Griegos      | 10        | 1,2%       |
| Total        | 843       | 100%       |

## Infraestructura

### Transporte
La carretera principal desde la frontera con Rusia hasta Sujumi pasa por el pueblo.